# 李珪 (三國演義)
李珪，是《三国演义》中的虚构人物，荊州諸侯劉表幕僚，正史上並無此人。
劉表死後，蔡瑁等偽造劉表的遺言，商议立次子刘琮为主，李珪建议以长子劉琦为荆州之主。蔡瑁叱责他：“你是何人，怎敢以乱言背逆主公遗命！”李珪大骂：“你内外朋谋，假称遗命，废长立幼，眼见荆襄九郡，就要断送于蔡氏之手！故主劉表有灵，必当杀了你！”蔡瑁大怒，喝令左右将他推出斩杀。李珪至死大骂不绝。